# Lee Bass
Lee Marshall Bass (Fort Worth, 1956) es un empresario e inversor estadounidense. Famoso heredero y hombre de fortuna, ha dirigido empresas y ha donado grandes cantidades en calidad de filántropo.

## Biografía
Lee Bass nació en Fort Worth en 1956. Su padre era Perry Richardson Bass, un rico inversor y filántropo, y su madre, Nancy Lee Bass, también filántropa. Tiene tres hermanos: Robert Muse, Edward y Sid. Su tío fue un magnate del petróleo, Sid Richardson.
Graduado por la Universidad Yale en 1979, obtuvo un máster de Administración Empresarial por la Escuela de negocios Wharton de la Universidad de Pensilvania en 1982.

## Carrera
En 1989, el gobernador William P. Clements, Jr. le nombró por un plazo de seis años como comisario de los Parques de Texas y Departamento de Fauna y flora. En 1995, el gobernador George W. Bush le nombró presidente y responsable por otros seis años. En 2001, fue nombrado presidente emérito por el gobernador Rick Perry. Es el primer mayordomo del histórico rancho El Coyote Longhorn, en Kingsville, Texas.

## Filántropo
Trabajó como directivo de la Fundación Sid W. Richardson, The Peregrine Fund, y Vanderbilt Universidad. Ha sido fundador y director de la Fundación Internacional del Rinoceronte, y presidente emérito del Museo de Arte Moderno de Fort Worth.
En 1991, bajo la presidencia de Benno C. Schmidt, Jr., donó $20 millones a la Universidad Yale para iniciar un nuevo programa de Civilización Occidental. A pesar de ello, en 1995, bajo la presidencia de Richard C. Levin, Bass retiró la donación y el programa se canceló. En 1993, Lee Bass y su esposa fundaron la Fundación Lee & Ramona Bass. En 2009-2010, la fundación donó $700,000 al Intercollegiate Studies Institute. Como miembro del Partido Republicano, ha apoyado a George W. Bush, George Allen, Phil Gramm, John McCain, y a Kay Bailey Hutchison. También ha dado $159,760 a Rick Perry.

## Vida personal
Está casado con Ramona Seeligson de San Antonio, Texas; tienen tres niños, Sophie (casada con Matthew Crommett), Perry y Ramona (apodo Ramoncita o "Cita"). En septiembre de 2011 era la 595.ª persona más rica en el mundo, y el 220.º más rico en los Estados Unidos, con una riqueza estimada de $2.100 millones. Vive en Fort Worth, Texas.